# Al Rabita Juba
Al Rabita Juba es un equipo de fútbol de Sudán del Sur que juega en la Liga de fútbol de Yuba, la segunda categoría nacional.

## Historia
Fue fundado en el año 1986 en la capital Yuba como equipo aficionado durante su participación dentro de Sudán.
Tras la independencia de Sudán del Sur el club se integró al sistema de competición del nuevo país.
En la temporada 2020 logra ganar el título de copa nacional como el primer equipo de segunda división en ganarla.
Clasificó a la Copa Confederación de la CAF 2020-21, su primer torneo internacional, donde fue eliminado en la ronda preliminar por el Namungo FC de Tanzania.

## Palmarés
- Copa de Sudán del Sur: 1

2020

## Participación en competiciones de la CAF
| Temporada | Torneo                       | Ronda      | Club       | Casa  | Visita | Global |
| --------- | ---------------------------- | ---------- | ---------- | ----- | ------ | ------ |
| 2020/21   | Copa Confederación de la CAF | Preliminar | Namungo FC | w.o.1 | 0-3    | 0-3    |

1- Al Rabita fue descalificado por no pagar los boletos de avión para los árbitros del partido.